# Pusiola celida
Pusiola celida là một loài bướm đêm thuộc phân họ Arctiinae, họ Erebidae.